# Bett1 Open 2023
Il Bett1 Open 2023 è un torneo femminile di tennis giocato sull'erba. È la 99ª edizione del torneo (nonché la 3ª edizione che si gioca sull'erba) che fa parte della categoria WTA 500 nell'ambito del WTA Tour 2023. Si gioca presso il Rot-Weiss Tennis Club di Berlino in Germania dal 19 al 25 giugno 2023.

## Partecipanti singolare

### Teste di serie
| Nazionalità | Giocatore        | Ranking* | Testa di serie |
| ----------- | ---------------- | -------- | -------------- |
|             | Aryna Sabalenka  | 2        | 1              |
| Kazakistan  | Elena Rybakina   | 3        | 2              |
| Francia     | Caroline Garcia  | 4        | 3              |
| Tunisia     | Ons Jabeur       | 6        | 4              |
| Stati Uniti | Coco Gauff       | 7        | 5              |
| Grecia      | Maria Sakkarī    | 8        | 6              |
| Rep. Ceca   | Petra Kvitová    | 9        | 7              |
|             | Dar'ja Kasatkina | 11       | 8              |

* Ranking al 12 giugno 2023.

### Altri partecipanti
Le seguenti giocatrici hanno ricevuto una wild card per il tabellone principale:
- Veronika Kudermetova
- Sabine Lisicki
- Markéta Vondroušová

La seguente giocatrice è entrata in tabellone con il ranking protetto:
- Nadia Podoroska

Le seguenti giocatrici sono entrate nel tabellone principale passando dalle qualificazioni:

- Jaimee Fourlis
- Polina Kudermetova
- Jule Niemeier
- Laura Siegemund
- Wang Xinyu
- Vera Zvonarëva

La seguente giocatrice è subentrata in tabellone come lucky loser:
- Elina Avanesjan

### Ritiri
Prima del torneo
- Paula Badosa → sostituita da  Kateřina Siniaková
- Belinda Bencic → sostituita da  Bianca Andreescu
- Petra Martić → sostituita da  Elina Avanesjan
- Jessica Pegula → sostituita da  Nadia Podoroska
- Shelby Rogers → sostituita da  Aljaksandra Sasnovič
- Sloane Stephens → sostituita da  Varvara Gračëva
- Martina Trevisan → sostituita da  Anna Blinkova

## Partecipanti doppio

### Teste di serie
| Nazionalità | Giocatore                | Ranking* | Nazionalità | Giocatore     | Ranking* | Teste di serie |
| ----------- | ------------------------ | -------- | ----------- | ------------- | -------- | -------------- |
| Stati Uniti | Nicole Melichar-Martinez | 8        | Australia   | Ellen Perez   | 9        | 1              |
| Stati Uniti | Desirae Krawczyk         | 11       | Paesi Bassi | Demi Schuurs  | 13       | 2              |
| Giappone    | Shūko Aoyama             | 18       | Giappone    | Ena Shibahara | 23       | 3              |
| Kazakistan  | Anna Danilina            | 24       | Cina        | Xu Yifan      | 27       | 4              |

* Ranking al 12 giugno 2023.

### Altri partecipanti
Le seguenti coppie di giocatori hanno ricevuto una wild card per il tabellone principale:
- Dar'ja Kasatkina /  Sabine Lisicki
- Jule Niemeier /  Noma Noha Akugue

## Punti
| Torneo    | V   | F   | SF  | QF  | 2T | 1T   | Q    | Q2   | Q1   |
| Singolare | 470 | 305 | 185 | 100 | 55 | 1    | 25   | 13   | 1    |
| Doppio    | 470 | 305 | 185 | 100 | 1  | N.D. | N.D. | N.D. | N.D. |

* I giocatori con un bye ricevono i punti del primo turno.

## Montepremi
| Evento    | V | F | SF | QF | 2T | 1T   | Q2   | Q1   |
| Singolare | ? | ? | ?  | ?  | ?  | ?    | ?    | ?    |
| Doppio    | ? | ? | ?  | ?  | ?  | N.D. | N.D. | N.D. |

## Campionesse

### Singolare
Petra Kvitová ha sconfitto in finale  Donna Vekić con il punteggio di 6–2, 7–6(6).
- É il trentunesimo titolo in carriera per Kvitová, il secondo della stagione.

### Doppio
Caroline Garcia /  Luisa Stefani hanno sconfitto in finale  Kateřina Siniaková /  Markéta Vondroušová con il punteggio di 4–6, 7–6(8), [10-4].